# Баралевац
Баралевац (на сръбски: Бараљевац или Baraljevac) е село в община Буяновац, Пчински окръг, Сърбия.

## История
В края на XIX век Баралевац е село в Прешевска кааза на Османската империя. Според статистиката на Васил Кънчов („Македония. Етнография и статистика“) от 1900 година Бороловец е населявано от 340 жители българи християни. Според патриаршеския митрополит Фирмилиан в 1902 година в Барелевац има 64 сръбски патриаршистки къщи. По данни на секретаря на Българската екзархия Димитър Мишев („La Macédoine et sa Population Chrétienne“) в 1905 година в Баралевац (Baralevatz) има 480 българи патриаршисти гъркомани.

## Преброявания
- 1948- 467
- 1953- 420
- 1961- 429
- 1971- 403
- 1981- 358
- 1991- 336
- 2002- 316 – 100% сърби